# أليساندرو سيساريني
أليساندرو سيساريني (بالإيطالية: Alessandro Cesarini) (19 يونيو 1989 بلا سبيتسيا في إيطاليا - ) هو لاعب كرة قدم إيطالي في مركز الهجوم. لعب مع نادي سبيزيا ونادي فياريجو وسورينتو كالتشيو ‏ ونادي سافونا ‏ واتحاد بافيا لكرة القدم ونادي براتو وASD Sarzanese Calcio 1906 ‏.

## روابط خارجية
- أليساندرو سيساريني على موقع قاعدة بيانات كرة القدم.إي يو (الإنجليزية)
- أليساندرو سيساريني على موقع Soccerway.com (الإنجليزية)